# Ian MacKenzie
Ian MacKenzie (Vancouver, 30 settembre 1953) è un ex nuotatore canadese.

## Carriera
Ha fatto parte della squadra canadese che ha vinto la medaglia di bronzo nella 4x100m misti durante la prima edizione dei campionati mondiali, a Belgrado nel 1973.

## Palmarès
- Mondiali

Belgrado 1973: bronzo nella 4x100m misti.
- Giochi del Commonwealth

Christchurch 1974: oro nella 4x100m sl.